# Linguère (Département)

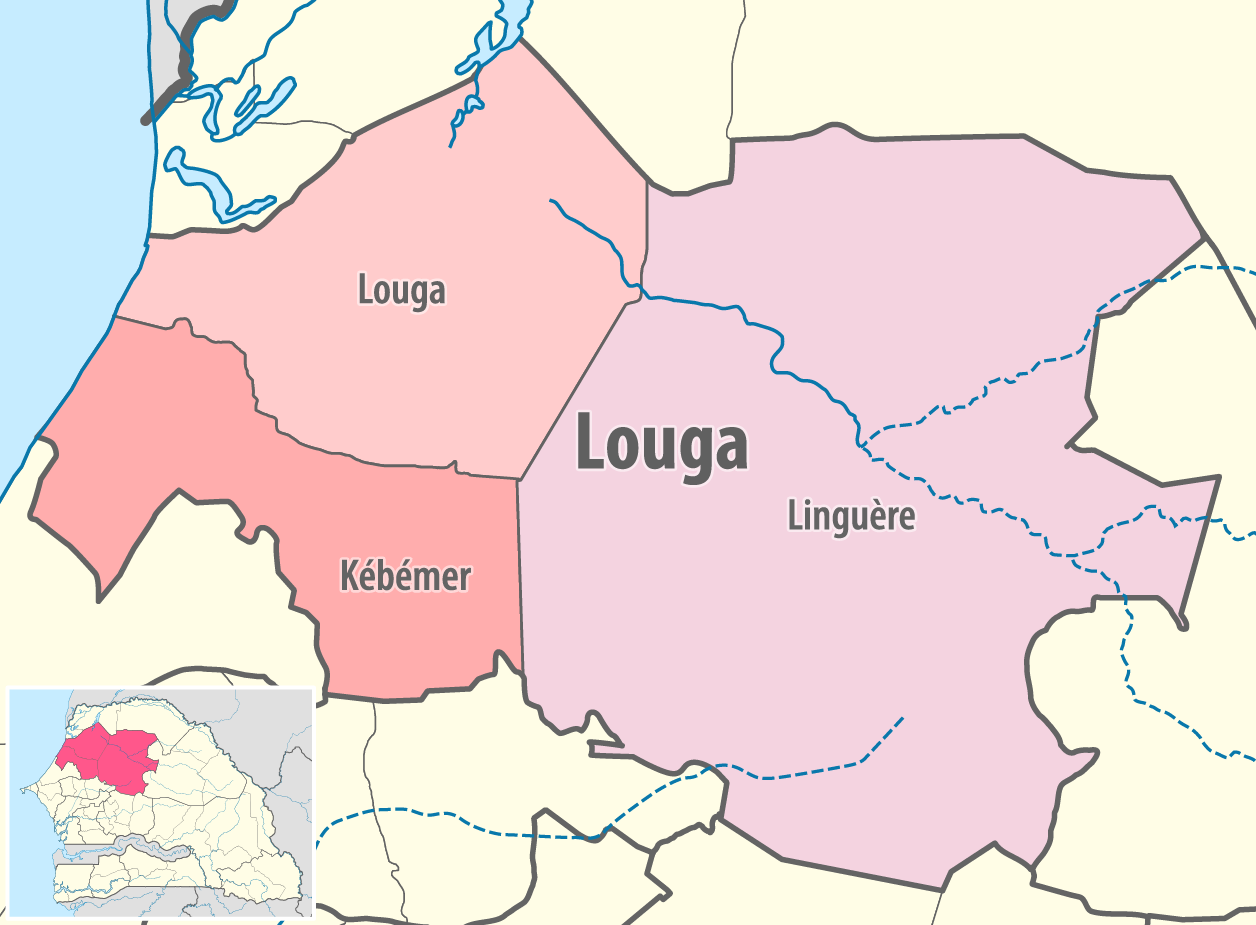
Département Linguère in der Region Louga

Das Département Linguère mit der Hauptstadt Linguère ist eines von 45 Départements in Senegal. Es ist das flächenmäßig größte von drei Départements, in die die Region Louga gegliedert ist und nimmt deren Ostteil ein. Es liegt im zentralen Norden des Senegal im Ferlo rund um den Mittellauf des Flusses Ferlo. Die Landschaft ist von den klimatischen Bedingungen der Sahelzone geprägt.
Bis 2001 bedeckte das Département eine Fläche von 19.716 km². Im Jahr 2002 wechselten die beiden östlichen communautés rurales Vélingara (2585 km²) und Lougré  Thioli (1756 km²) in das Département Ranérou-Ferlo der neu gegründeten Region Matam und das Département Linguère verkleinerte sich mithin auf 15375 km². Es gliedert sich wie folgt in Arrondissements, Kommunen (Communes) und Landgemeinden (Communautés rurales):
| Commune / Arrondissement | Communauté rurale   | Einwohner 2013 |
| Linguère                 | —                   | 15.482         |
| Dahra                    | —                   | 32.941         |
| Mbeuleukhé (2011)        | —                   | 1510           |
| Barkédji                 | Barkédji            | 18.125         |
| Barkédji                 | Gassane             | 16.150         |
| Barkédji                 | Thiarny             | 9.298          |
| Barkédji                 | Thiel               | 14.026         |
| Dodji                    | Dodji               | 13.578         |
| Dodji                    | Labgar              | 6.875          |
| Dodji                    | Ouarkhokh           | 16.551         |
| Yang-Yang                | Kamb                | 10.910         |
| Yang-Yang                | Mboula              | 7.862          |
| Yang-Yang                | Tessékré Forage     | 8.999          |
| Yang-Yang                | Yang-Yang (2011)    | 4.888          |
| Sagatta Djolof           | Boulal              | 12.371         |
| Sagatta Djolof           | Déaly               | 17.521         |
| Sagatta Djolof           | Sagatta Djolof      | 10.537         |
| Sagatta Djolof           | Thiamène Djolof     | 18.589         |
| Sagatta Djolof           | Affé Djoloff (2011) | 5.686          |
| Département              | —                   | 241.898        |